# 王树芳 (1930年)
王树芳（1930年11月—2018年7月3日），男，山东莱阳人，中华人民共和国政治人物，曾任山东省人大常委会副主任、党组副书记，第七届全国人大代表。